# Bohus család
A Bohus család  ősi adományos nemes család, amely egyik ága később bárói rangra emelkedett. Ősi fészke a Liptó vármegyei Behárfalva volt. Innen terjedt át Pest, Zólyom, Szepes, Arad, Csongrád, Nyitra és Nógrád vármegyékbe.

## Bohus család korai története
Ősi birtokadományos család, amelyből Semel fia Behár nyert első ízben birtokadományt II. András királytól, a királynak tett szolgálatokért 1231-ben arra a területre, amit még 1295-ben Curia Behar néven emlegetnek az írásos emlékek, később Byhorfyafalua, villa Beharfalw, Behárfalua, Beharowyczfalwa, Beharowcze, Behárfalva, Beharowice, Beharórz, Beharócz, Beharótz, Bihorfalva, Bohusfalva, Bohusháza néven neveznek, majd 1918 után Beharovce és Liptovské Beharovce néven szerepel.
Behár fiai Dionisius, Petrus, Voislaus és Sebastianus 1262-ben IV. Béla királytól megerősítést nyertek erre az adományra.
Idővel nagyon sok családtag elköltözik a megyéből. Az 1754/55 évi országos nemesi összeírásban már Liptó megyében hét családtag szerepel. Liptón kívül még Pest, Zólyom, Szepes, Arad, Csongrád, Nyitra és Nógrád megyékben szerepelnek családtagok, akik nemesi származásukat illetően a Behárfalvi Bohus családra hivatkoznak.

## A család három nevezetes ága

### A Behárfalvi ág
Ez az ág a legrégibb vonalat képezi a családban és a behárfalvi előnevet használja, különböző formákban, még akkor is amikor már a család tagjai nem élnek Behárfalván.
A család nevezetesebb tagjai közé tartoztak:
- Bohus András (?-1720) jezsuita tanár a nagyszombati és Zágrábi egyetemeken. Főbb műve 1703-ban Nagyszombatban jelent meg: Minerva laureatum sive placita politico-moralia e selectis auctoribus depromta.
- Bohus György (Szenitzy) történész, geográfus és tanító
- Bohus Jenő (Eugen) Pál (1892–1977) jogász, politikus és publicista. Többek között a Tátrai Nemzeti Park egyik létesítője és 1945-ben a Poprádi múzeum alapítója. Több kiadvány szerzője.[1]
- Bohus Iván (1924) történész és író. Nagyon sok publikációja és több mint 2200 munkája jelent meg szlovák, cseh, lengyel szakújságokban. Könyveit több nyelvre (többek közt magyarra is) lefordították.

### A Petőfalvi ág
Ez az amely a Zólyom vármegyében található Petőfalvától (ma Peťová község) a petőfalvi előnevet használja. Nevezetesebb tagjai a családnak Bohus Ferenc, Zólyom vármegye alispánja, fia Bohus Sámuel nevezetes jogász és mások.

### A Világosi ág

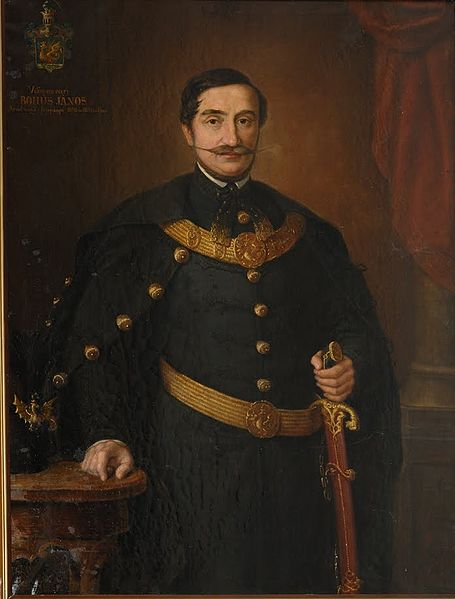
Bohus János

Ez szintén az új birtoktól levezetve előnevét a világosi előnevet vette fel. 1755-ben Mária Terézia a Világosi Bohusoknak új címert adományoz és 1894-ben Bohus Zsigmond, István és László által bárói rangra emeltetik a családot.
A világosi ágból származik a Bohus János, ki Arad vármegye alispánja volt. János felesége Bohus Szögyény Antónia (Görgei Artúr unokatestvére), aki az 1848/49-es forradalom és szabadságharc fontos egyénisége volt. Antóniának Világoson emlékszobrot emeltek. A család világosi kastélyában írták alá a magyar honvédség fegyverletételéről szóló megállapodást.
Az utóbbit Mária Terézia bárói rangra emelte.
A világosi kastélyban (ma múzeum) látható báró Bohus János portréja. A festményen a cimer mellett a következő felirat olvasható: Világosvári Bohus János Aradmegye  Főispánja 1848 1861 években.

## Családi címerek leírásban
A legrégebbi ismert címer: a pajzs kék udvarában zöld téren emberfej van sisakkal, a sisak fölött korona, abból két szétterjesztett sasszárny között páncélos kar nyúlik föl, arany kürtöt, vagy trombitát tartva. A pajzs fölötti koronás sisakból vasas vitéz nyúlik föl, jobbjában galambot, baljában vértet, egy abból lógó csákánnyal tartva. Foszladék jobbról arany-kék, balról ezüst-vörös.
Mária Terézia által kiadott címer: a pajzs kék mezejében szárnyas arany sárkány van fölemelt koronás fővel, kiöltött nyelvvel, farkát gyűrűként felkunkorítva. A pajzs tetején koronás sisak, melyből páncélos kar emelkedik föl, kezében kardot villogtatva. Foszladék mindkét oldalról arany-kék.

## Kronológia a családtörténetből
1295-ben a turóci conventus bizonyítja, hogy Váralja és a Liptó megyében élő Behar fiai között zajló vita valamiféle földet illetően befejeződött. A vitatott föld határainak leírása alkalmából, először említik meg Behárfalvát akkoriban még Curia Behar néven. 1314-ben Donch lovag Behara utódának Omodejnek földet adományoz Tornóc község határában (ma Liptovský Trnovec). 1363. november 13-án turóci prépost és conventje előtt Behar utódai közül János és fiai Márton, István, Miklós anyjuknak Lucának leánynegyedét illetőleg egyezséget kötnek.
1402–1405 között egy bizonyos Schönwaldi Bohus szerepel az okiratokban. 1519. május 25-én II. Lajos meghagyja a szepesi káptalannak, hogy Byharffalwai Bohus Jakabot, Lászlót, Miklóst, Pált és Jánost érdemeik jutalmául a Liptó megyei Byharffalwán lévő, régen a Sándor család birtokában lévő nemesi curia negyed részben új adomány címen iktassa be.
1570–1600 között a Bohus család tagjai több nemesi összeírásban szerepelnek.  
A 18. század elején Bohus Ferenc de Benyusháza et Beharócz zólyomi alispán lett. 1595. január 26-án Albert Terian zálogba adta Bohuss Miklósnak az összes birtokát Beharfalván.
1603. augusztus 22-én Thoma Bohus (judlium) neve szerepel Rakovszky András végrendeletén. 1607. január 14-én Forgách Zsigmond, Thurzó Györgynek címzett levelében emleget bizonyos Bohus nevű urat. 1607-ben Bohus Tamás Liptó vármegye főszolgabírája. 1621. április 11-én Bethlen Gábor emleget feleségének címzett levelében egy bizonyos Bohust. 1623-ban Paulik Simon lányai Katalin és Zsófia: néhai Wiettinger András János özvegye, eladják Vidaföldén Liptó vármegyében levő részbirtokukat Bohus Dániel királyi harmincados és postamesternek 400 forintért. 1629-ben Andreas Bohuss Nobilis Hungarus Widafalvay Gráczban mint baccalaureus szerepel. 1637-ben Hudoba Abraham szlovákul írott levelében átadja Bartolem Bohussnak a már előbb elzálogosított vagyonát. Eredetiben: Abrahám Hudoba, z Dolných Rokytoviec svoj založený majetok prenecháva Bartolemowy Bohussowy. 1641. június 13-án Guzics János óArva megye alispánja naplójában emlegeti Bohus Dánielt és feleségét Sophia Pongráczot. 1644. augusztus 6-án Kemény János Rákóczi Györgynek címzett levelében emlegeti Bohus Danielt.
1650. február 26-án Bohus Dániel szerepel mint Liptó vármegye küldönce. 1659. május 15-én meghalt Bohuss Dániel de Bohussháza et Vidafold. Eredetileg a Szűz Mária katolikus templom oltára előtt volt eltemetve második feleségével Sophia Pongrácz de Szentmiklóssal. Sajnos mára nem tudni hova lett a sírjuk, mint ahogy nem tudni azt sem, hova keveredett el a templomban még a 20. század elején megvolt, kőből faragott címer, amelynek emléke csak egy fotón maradt meg. 1665-ben Tököly István levelező könyvében található egy levél, amely Bohus Dánielnek volt címezve. 1678. szeptember 24-én Platthy Bernárd azzal fenyegetődzött, hogy ahogy elmennek a németek, a kurucoknak elmondja, hol alszik Bohuss Dániel és felesége és aztán a kurucokkal bekerítteti őket. 1682. június 9-én Liptó vármegye tanúsítja a Bohus család nemességét. 1689. október 1-jén Konkoly Márk, Plathy Menyhért és Bohus Tamás, kuruc vezérek elpusztították Német Próna és Szemercsányt. Szemercsányból Hlavács Jakab tót papot rabszolgaszíjon magukkal hurcolták.
1703-ban nagyszombati lakosként szerepel Andreas Bohus, a jezsuita rend tagja és a filozófia doktora. 1704. június 14-én Radvánszky János anyjának címzett levelében Bohus Ferencet emlegeti. 1705. szeptember 20-án Bohus Ferenc Zólyom vármegye alispánja Szecsényben aláírja II. Rákóczi Ferencnek a hűségnyilatkozatot. 1706. augusztus 27-én Mejthényi Klára végrendeletén szerepel Paulus Bohus aláírása. 1707-ben a Wittenbergi egyetem diákjai között szerepelnek Samuel Bohus de felsopethofalva és Georgius Bohus Besztercebányáról, aki valamiféle verseket is írt. 1709. december 9. és 10 között a megyei választások jelöltjei között szerepeltek: Szentiványi Farkas, Bohus Ádám, Mattyasovszky György és Pongrácz András. Szentiványi lett megválasztva. 1712. július 1-jén VI. Károly király, Nemes Pál és Bohus Mátyás tarnóci lakosok kérvényére válaszolva megerősíti azok privilégiumát. 1716-ban Liptó vármegye jegyzőkönyvében ismételten szerepel Bohus Ádám. 1717-ben Bohus Sámuel de Felso–Pethofalva pestmegyei táblabírójává lett kinevezve. 1687–1722. Georgius Bohus (Szenitzky). 1711. november 12-én Géczy Miklós a Zólyom megye alispán fiai László és András elzálogosítja Zólyom megyében Farkasfalvát a Bohus családnak. 1712–1740 között III. Károly király megbízta Bohus Sámuelt, közismert jogászt a „De jure Hungarico“ befejezésével és a „Jus criminale“ munka megírásával. 45 000 forintot ígérve a munka befejezése megírásáért. Bohus Sámuel korai halála megakadályozta a munka befejezését. 1725-ben gróf Károlyi Sándor nagyon gyakran emlegeti naplójában Bohus Sámuel urat. 1727-ben Bohus Sámuel Fót község földesura volt.
1755. november 24-én Emericius Bohus de Behárfalva (később de Világos) Mária Teréziától új címereslevelet szerzett a családnak. Megszerzi Világos (Siria) községet is. 1776-ban gróf Brechtold Besztercebánya első püspöke ne fogadta el saját rezidenciájának a püspöki székhelynek kijelölt helyet, a jezsuita kolostort, és úgy döntött, hogy egy új rezidenciát építtet magának. Míg az építkezés zajlott évi 100 aranyért a Bohus család curiáját bérelte. 
1779-ben Bohus Ferenc kapitány javasolja báró Dévayt a Márie Theresia rendbe való felvételre. 1794. november 25-én Egregius Johannes filius Michaelis, filii Martini Bohus de Beharfalva elhurcolkodva Fejér megyében található Tordas községbe. A Liptó vármegye ez alkalomból nemesi bizonyítványt adott ki neki. 1780. július 7-én Zólyom vármegye bizonyítja a megyében élő Bohus család nemességét. 1781. november 12-én Békés megye bizonyítja a megyében élő Bohus család nemességét. 1793-ban Trencsény vármegye ispánjaként szerepel Bohus János. 1798. január 23-án Nobiles Paulus Bohust Pest megye lovaggá ütötte. 1798-ban Matej Bohusch katolikus tanító van említve.
1811. áprílis 26-án Liptó vármegye tanúsítja Bohus János nemességét. 1820. július 1-jén Temes vármegye tanúsítja a megyében élő Bohus család tagjainak nemességét. 1840 és 1847-ben Bohus János Arad vármegyének országgyűlési követe, 1848-ban Arad vármegye főispánja. Neje Szögyény Antonia, a pesti jótékony egylet elnöke. 1861-ben Bohus János a Szlovák Nemzet Memorandumának résztvevői között szerepel Turócszentmártonban. 1892. május 3-án Breznóbányán született Bohus Jenő (Eugen) Pál. 1895. június 25-én Bohus Zsigmond, László és István bárói rangra emeltették.
1924. november 27-én Dechtáre mára már nem létező községben született Bohus Ivan, történész és muzeológus.